# Psychotria hellwigiensis
Psychotria hellwigiensis är en måreväxtart som beskrevs av Theodoric Valeton och Seymour Hans Sohmer. Psychotria hellwigiensis ingår i släktet Psychotria och familjen måreväxter. Inga underarter finns listade i Catalogue of Life.